# Эпицентр К Авангард
«Эпицентр К Авангард» — украинский футзальный клуб из Одессы. Участник чемпионата Украины по мини-футболу среди команд Экстра-лиги сезонов 2017/18 и 2018/19.

## История клуба
Футзальный клуб «Эпицентр К Авангард» был основан в 2013 году, начав свой путь с первой лиги чемпионата Одессы. Далее команда повысилась в классе, очень непросто чувствуя себя в элите городского футзала. Однако сделав выводы и исправив ошибки, уже в сезоне 2015/16 «Эпицентр К Авангард» завоевал «серебро» чемпионата и дошел до финала Кубка Одессы.
Сезон 2016/17 «строители»" провели в первой лиге чемпионата Украины, заняв на первом этапе вторую строку таблицы, но по итогам плей-офф финишировав лишь четвертыми. В следующем сезоне «Эпицентр К Авангард» дебютировал в Экстра-лиге, до последнего ведя борьбу за плей-офф, но так и не попав во второй этап сильнейшего чемпионата страны.
В сезоне 2018/19 «Эпицентр К Авангард» занял десятое место турнирной таблицы, также не сыграв во втором этапе чемпионата Украины.

## Выступления команды в Чемпионатах Украины
| Сезон   | Лига             | Занятое Место                   |
| ------- | ---------------- | ------------------------------- |
| 2016/17 | Первая лига (II) | 4 (в регулярном чемпионате — 2) |
| 2017/18 | Экстра-лига (I)  | 9                               |
| 2018/19 | Экстра-лига (I)  | 10                              |